# Geochang-gun
Geochang är en landskommun (gun) i den sydkoreanska provinsen Södra Gyeongsang.  Kommunen har 62 005 invånare (2020). Den administrativa huvudorten är Geochang-eup.
Kommunen är indelad i en köping (eup) och elva socknar (myeon):
Buksang-myeon,
Gabuk-myeon,
Gajo-myeon,
Geochang-eup,
Goje-myeon,
Jusang-myeon,
Mari-myeon,
Namha-myeon,
Namsang-myeon,
Sinwon-myeon,
Ungyang-myeon och
Wicheon-myeon.

## Vänorter
Geochang är vänort med:
- Gokseong-gun, Sydkorea (1998)
- Gangdong-gu, Sydkorea (1999)
- Gaoyou, Kina (2005)
- Yeongdo-gu, Sydkorea (2006)
- Suseong-gu, Sydkorea (2006)
- Seocho-gu, Sydkorea (2007)